# Dusmetosia elongatissimus
Dusmetosia elongatissimus is een keversoort uit de familie schijnsnoerhalskevers (Aderidae). De wetenschappelijke naam van de soort werd in 1922 gepubliceerd door Manuel Martínez de la Escalera.